# Basna
Basna là một thị trấn thống kê (census town) của quận Mahasamund thuộc bang Chhattisgarh, Ấn Độ.

## Địa lý
Basna có vị trí 21°17′B 82°49′Đ / 21,28°B 82,82°Đ Nó có độ cao trung bình là 266 mét (872 foot).

## Nhân khẩu
Theo điều tra dân số năm 2001 của Ấn Độ, Basna có dân số 8813 người. Phái nam chiếm 51% tổng số dân và phái nữ chiếm 49%. Basna có tỷ lệ 69% biết đọc biết viết, cao hơn tỷ lệ trung bình toàn quốc là 59,5%: tỷ lệ cho phái nam là 77%, và tỷ lệ cho phái nữ là 61%. Tại Basna, 14% dân số nhỏ hơn 6 tuổi.